# 神保昌登
神保昌登，日本男性動畫演出家、動畫導演、編劇。出身於東京都。PartsCraft代表社員。

## 來歷
東京都立工藝高等學校畢業後，經歷了塗鴉工作室、Studio CAB及Shion擔任製作進行之後成為演出家。 
參加STUDIO DEEN、J.C.STAFF、動畫工房及C-Station製作的許多作品的，最近經常參加SILVER LINK.製作的作品，其導演作品大多由SILVER LINK.出品。
近年也常參加SILVER LINK.作品的製作，其導演的作品大部分是SILVER LINK.的作品。
2017年播出的《CHAOS;CHILD》中，作為導演第一次兼任劇本統籌、編劇（2～12話），包含同年播出的《異世界食堂》。
2018年9月13日，成立合同會社PartsCraft。

## 作品列表

### 電視動畫
2003年
- 初音島（製作進行）

2004年
- 愛情泡泡糖（製作進行）
- 鐵人28號（製作進行）

2005年
- 索斯機械獸V（－2006年，分鏡、演出）
- 銀牙傳說WEED（－2006年，分鏡）

2006年
- SIMOUN（演出）
- 地獄少女 二籠（－2007年，演出）

2007年
- 光明之淚X風（演出）
- 大江戶火箭（演出）
- 無敵偵探貴公子（－2008年，分鏡、演出）
- 灼眼的夏娜II -Second-（－2008年，演出[注 1]）

2008年
- 今日大魔王！3（－2009年，演出）
- 純情羅曼史（演出）
- 秀逗魔導士REVOLUTION（分鏡、演出）
- 純情羅曼史2（演出）
- 地獄少女 三鼎（－2009年，分鏡、演出）

2009年
- 秀逗魔導士EVOLUTION-R（演出）
- 瑪莉亞的凝望 4th Season（演出）
- 初戀限定。（演出）
- 料理偶像（－2013年，演出）
- 旋風管家（演出）
- 簡單易懂的現代魔法（演出）
- 學生會的一存（演出）
- 科學超電磁砲（－2010年，分鏡、演出）

2010年
- 最後大魔王（分鏡、演出）
- 薄櫻鬼（演出）
- 學生會長是女僕！（演出）
- 江戶盜賊團五葉（演出）
- 妖怪少爺（演出）
- 魔法禁書目錄II（－2011年，助理導演[注 2]、分鏡、演出）
- 偵探歌劇 少女福爾摩斯（分鏡、演出）

2011年
- 死囚樂園（演出）
- 緋彈的亞莉亞（演出）
- 神的記事本（分鏡、演出、OP分鏡&演出）
- 灼眼的夏娜III -Final-（－2012年，演出）
- 爆漫王。2（－2012年，分鏡、演出）
- C³ -魔幻三次方-（演出）

2012年
- 愛殺寶貝（演出）
- 黃昏乙女×失憶幽靈（演出）
- 聖鬥士星矢Ω（－2013年，分鏡）
- 心連·情結（演出）
- 夏雪之約（分鏡、演出）
- DOG DAYS'（演出）
- 就算是哥哥，有愛就沒問題了，對吧（分鏡、演出）

2013年
- THE UNLIMITED 兵部京介（分鏡、演出）
- 開漫－啦！（分鏡、演出）
- 革命機Valvrave（演出）
- Fate/kaleid liner 魔法少女☆伊莉雅（分鏡、演出、ED分鏡&演出）
- 我不受歡迎，怎麼想都是你們的錯！（分鏡、演出、ED2分鏡&演出）
- 第一神拳 Rising（－2014年，演出）
- 噬血狂襲（－2014年，演出）

2014年
- 星刻龍騎士（演出）
- Fate/kaleid liner 魔法少女☆伊莉雅 2wei！（導演[2]、分鏡、演出、OP&ED分鏡&演出）
- 女友伴身邊（演出）

2015年
- Fate/kaleid liner 魔法少女☆伊莉雅 2wei Herz！（導演[3]、分鏡、演出、OP&ED2分鏡&演出）
- 我被抓到貴族女校當「庶民樣本」（導演[4]、分鏡、演出、OP&ED分鏡&演出）
- 高校星歌劇（分鏡、演出）

2016年
- Anne Happy♪（分鏡）
- 三者三葉（分鏡）
- Fate/kaleid liner 魔法少女☆伊莉雅 3rei!!（導演[注 3][5]、分鏡[注 4]）

2017年
- CHAOS;CHILD（導演[6]、劇本統籌[6]、編劇、分鏡、演出、ED分鏡&演出）
- 異世界食堂（導演[7]、劇本統籌[7]、編劇、演出、ED分鏡&演出）

2018年
- 搖曳露營△（OP分鏡&演出）
- 霸穹 封神演義（分鏡、演出）
- 三顆星彩色冒險（分鏡、演出）
- Double Decker！刑事雙雄（分鏡、演出）

2019年
- 川柳少女（導演、劇本統籌、編劇、分鏡、演出）[8]
- 皿三昧（演出）

2020年
- 房間露營△（導演[9]）
- 白貓Project ZERO CHRONICLE（導演、分鏡、演出）
- 弩級戰隊HXEROS（導演、劇本統籌、編劇、分鏡、演出）

2021年
- 碧藍航線 微速前進！（導演、分鏡、演出）
- 蠟筆小新（分鏡、演出）
- 異世界食堂2（導演、劇本統籌）

2022年
- 盾之勇者成名錄 Season 2（導演[10]）
- 聖劍傳說 Legend of Mana -The Teardrop Crystal-（導演、劇本統籌、編劇、分鏡、演出）

### OVA
2007年
- 今日大魔王！R（演出）

2009年
- 灼眼的夏娜S（－2010年，演出）

2012年
- 少女愛上大姊姊 2位Elder（演出）

2014年
- 偷×看（導演、分鏡、演出）

2017年
- CHAOS;CHILD SILENT SKY（導演、編劇）

### 電影動畫
2003年
- 麵包超人：紅寶的願望（日语：それいけ!アンパンマン ルビーの願い）（協力製作[注 5]）

2005年
- 劇場版 甲蟲王者：邁向偉大的三冠王之路（演出[注 6]）

2022年
- 劇場版 五等分的新娘（導演）

### 網路動畫
2005年
- （演出助手[注 7]）

2012年
- 天然萌少女明日香（－2013年，系列導演[11]、分鏡、演出）

## 腳註

## 外部連結
- 神保昌登的X（前Twitter） （日語）
- 合同會社PartsCraft｜PartsCraft.llc公式官網 （页面存档备份，存于） （日語）